# Dicksonia archboldii
Dicksonia archboldii là một loài dương xỉ trong họ Dicksoniaceae. Loài này được Copel. mô tả khoa học đầu tiên năm 1949.
Danh pháp khoa học của loài này chưa được làm sáng tỏ. 